# Mario i el màgic
Mario i el màgic (Mario und der Zauberer en alemany) és una novel·la escrita per l'autor alemany Thomas Mann el 1929.

## Context
Mario i el màgic és una de les obres de Mann més relacionades amb la política. L'autor critica obertament el feixisme, una elecció que posteriorment serà una de les causes del seu exili a Suïssa causat per l'auge de Hitler al poder. El mag del conte, el Cavaliere Cipolla, és anàleg als dictadors feixistes del moment, amb els seus ardents discursos i la seva retòrica. La novel·la va ser especialment oportuna, considerant les tensions a l'Europa del temps en què va ser escrita. Stalin tot just acabava de prendre el poder a Rússia, Mussolini incitava el poble italià de recuperar la glòria de l'Imperi Romà, i Hitler, amb la seva retòrica, es consolidava a Alemanya. El final de la història mostra el canvi de punt de vista de Mann; va passar del suport lleial al Kàiser durant la seva joventut a creure en els valors progressistes i democràtics d'Europa i al desig de fer fora del continent les influències feixistes.

## Sinopsi
Durant la primera meitat de la història, el narrador descriu un viatge a Torre di Venere, Itàlia, que esdevé desagradable tant per al protagonista com per a la seva família. Troba els italians massa nacionalistes. La segona meitat de la història presenta el personatge de Cipolla, un hipnotitzador que utilitza els seus poders mentals d'una manera "feixista" per controlar el seu públic. Cipolla representa perfectament el poder hipnotitzant dels líders autoritaris a Europa del moment -és un autòcrata que abusa del poder i subjuga les masses en un intent de compensar el seu complex d'inferioritat impulsant artificialment la seva confiança en ell mateix. L'assassinat de Cipolla per Mario, un ciutadà de Torre di Venere, no és una tragèdia sinó un alliberament pel públic.